# Бардин, Александр Васильевич
Александр Васильевич Бардин (р. 1951) — российский орнитолог. Издатель и главный редактор Русского орнитологического журнала (издается с 1992 года). Старший научный сотрудник Санкт-Петербургского государственного университета (кафедра зоологии позвоночных). Кандидат биологических наук, доцент. Много сил отдал истории науки (орнитологии), был членом жюри Кубка Санкт-Петербурга по спортивной орнитологии.

## Биография
Родился в г. Печоры Псковской области. Мать Ольга Васильевна Бардина преподавала математику, является заслуженным педагогом РФ, почётным гражданином г. Печоры. С детства мечтал стать естествоиспытателем, много читал, занимался математикой. Увлекался ботаникой, собирал гербарий. В итоге выбрал орнитологию.
С 1992 года стал издавать Русский орнитологический журнал (РОЖ). В начале существовала также английская версия журнала, которую курировал Е. Потапов. Придумал идею экспресс-выпусков. Примерно с 2014 года журнал выходит только в электронном виде.

### Личная жизнь
Отец и дед.